# Comté d'Oettingen

Blason du comté d'Oettingen.

Le comté d'Oettingen (également Öttingen), puis à partir du XVIIe siècle, la principauté d'Oettingen, est un état du Saint-Empire romain germanique situé autour de la ville impériale Nördlingen. 
À la fin du Saint-Empire romain germanique en 1806, le comté a une superficie d'environ 850 km2 et compte 60 000 habitants,. 

## Moyen Âge
En 1141, une noblesse libre se baptise du nom de la ville d'Oettingen dans le Nördlinger Ries. Le «vieux comté d'Oettingen» a pour centre non pas dans les Ries, mais dans la région limitrophe du sud de la Franconie, sur le Wörnitz. C'est un comté typique de Hohenstaufen, un bailliage au nom du souverain. Après la chute des Staufer, les XIIIe et XIVe siècles entraînent une conversion vers un «plus jeune comté d’Oettingen», une combinaison entre un tassement imposant dans le Nördlinger Ries en reprenant le domaine impérial régional (Harburg, Alerheim, Wallerstein, Katzenstein) et un retrait des possessions franconiennes. En outre, des biens de la principauté épiscopale d'Eichstätt et d'autres biens nobles tels que Hürnheim ou Truhendingen sont progressivement repris. Par de nombreuses confirmations de propriétés et de privilèges des empereurs et des rois, leur haute juridiction et leurs droits de douane, formés depuis le début du XVe siècle, le droit de régale est clairement circonscrit. 
Les divisions en 1418, 1442 et 1485 affaiblissent le comté. 

## Les temps modernes

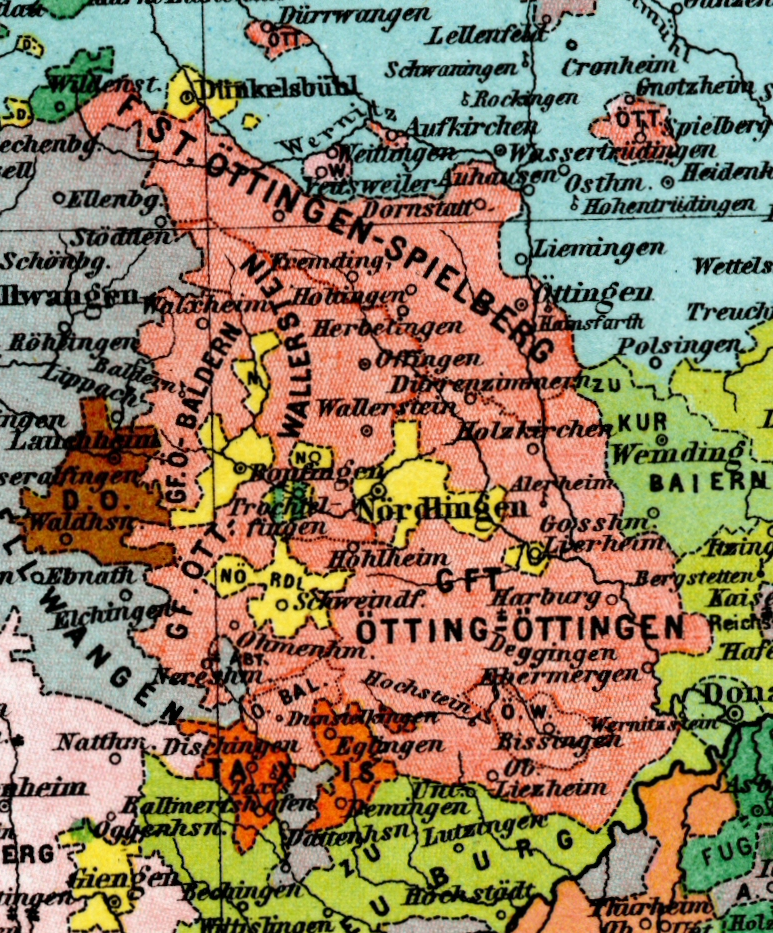
Les comtés d'Oettingen-Oettingen, d'Oettingen-Baldern, d'Oettingen-Wallerstein et d'Oettingen-Spielberg au XVIIIe siècle.

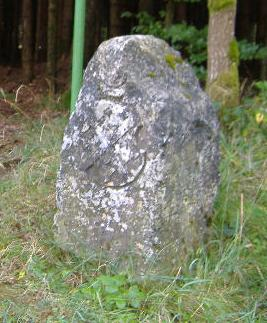
Borne frontière entre le comté d'Oettingen, le duché de Palatinat-Neubourg et la principauté de Thurn et Taxis (près de Amerdingen).

En 1522, la région se divise en deux branches : une branche protestante Oettingen-Oettingen, élevée au rang de prince en 1674, qui reçoit sept douzièmes des biens et s'éteint en 1731, et une branche catholique Oettingen-Wallerstein, qui en reçoit cinq. Les villes de Oettingen et Wemding sont divisées. Oettingen est un double siège princier, divisé en sections divisées par des dénominations sectaires, qui occupent des institutions urbaines ensemble ou souvent à tour de rôle. Les calendriers julien et grégorien sont juxtaposés>. Les fréquentes divisions et divisions confessionnelles ont empêché la réussite d'une politique territoriale. L'accession à la propriété est compliquée. Malgré la scission qui amène les deux branches dans des camps ennemis, l'unité légale du comté resta intacte jusqu'en 1806, indépendamment des divisions ultérieures. 

### Matrices impériales de 1521
Selon la matrice d'Empire de 1521, le comté doit fournir 8 cavaliers, 45 fantassins et 138 florins à l'armée impériale. 
Le droit de frappe existe de la fin du XIVe siècle jusqu'au milieu du XVIIIe siècle. Avec la ville impériale Nördlingen, qui est devenue une enclave du comté, il y a souvent des conflits de droits souverains. Du XVIe siècle au début du XVIIIe siècle, Nördlingen intente 103 poursuites à cet égard devant la chambre impériale. 
Par rapport aux possessions de Wittelsbach, l’électorat de Bavière ou Le Palatinat de Neuburg a formé jusqu’en 1533 une nette frontière seigneuriale. Un conflit frontalier perdure avec la principauté d’Ansbach, qui est finalement clarifié en 1796. 
La branche Oettingen-Wallerstein se divise en 1623/94 en trois branches: 
- Oettingen-Baldern, elle s'éteint en 1798 et ses biens sont transmis à la branche Oettingen-Wallerstein[1].
- Oettingen-Wallerstein, élevé au rang de prince en 1774, a acquis les deux tiers des biens de la branche Oettingen-Oettingen à la suite de son extinction en 1731. Cette branche possède également la seigneurie de Dagstuhl, pour laquelle elle est indemnisée en 1803 avec des biens ecclésiastiques en Bavière et au Wurtemberg. La famille possède aussi d'autres fiefs tels que Wallerstein, Baldern et Harburg[1].
- Oettingen-Spielberg, élevé au rang de prince en 1734, reçoit le tiers des biens d'Oettingen-Oettingen, y compris le château Oettingen[1]. Le nom "Spielberg" vient du château Spielberg à Spielberg.

Par l'article 24 de la loi de la Confédération, la principauté d'Oettingen est médiatisée dans le  royaume de Bavière. La partie occidentale, environ un tiers de l'ancien comté, est intégrée en 1810 dans le royaume de Wurtemberg.